# Desicasta lobata
Desicasta lobata är en skalbaggsart som beskrevs av Olivier 1789. Desicasta lobata ingår i släktet Desicasta och familjen Cetoniidae. Inga underarter finns listade i Catalogue of Life.